# Красненский сельский совет (Кегичёвский район)
Красненский сельский совет — входит в состав Кегичёвского района Харьковской области Украины.
Административный центр сельского совета находится в посёлке Красное.

## История
- 1932 — дата образования.

## Населённые пункты совета
- посёлок Красное
- посёлок Вольное
- село Калиновка
- село Карабущино
- село Краснянское